# Liste der Stolpersteine in Lauenau
In der Liste der Stolpersteine in Lauenau werden die vorhandenen Gedenksteine aufgeführt, die im Rahmen des Projektes Stolpersteine des Künstlers Gunter Demnig bisher in Lauenau verlegt worden sind.

## Verlegte Stolpersteine
| Bild                                                      | Person / Inschrift | Adresse                    | Verlegedatum  | Anmerkung |
| --------------------------------------------------------- | --- | -------------------------- | ------------- | --- |
| Stolperstein Lauenau Lange Straße 13 Rudolf Freudenthal   | Hier wohnte Rudolf Freudenthal Jg. 1889 deportiert 1942 Ghetto Warschau ermordet                                              | Lange Straße 13 (Standort) | 29. Jan. 2015 | geboren am 17. März 1889 in Lauenau Schlachter und Viehhändler                                                                              |
| Stolperstein Lauenau Lange Straße 13 Hertha Freudenthal   | Hier wohnte Hertha Freudenthal geb. Seldis Jg. 1897 deportiert 1942 Ghetto Warschau ermordet                                  | Lange Straße 13 (Standort) | 29. Jan. 2015 | geboren am 7. Januar 1897 in Dortmund |
| Stolperstein Lauenau Marktstraße 12 Martha Hammerschlag   | Hier wohnte Martha Hammerschlag Jg. 1895 deportiert 1942 Ghetto Warschau ermordet                                             | Marktstraße 12 (Standort)  | 29. Jan. 2015 | geboren am 29. März 1895 in Lauenau An der damaligen Marktstraße 31 wohnten 3 Geschwister, Kinder des Textilhändlers Bernhard Hammerschlag. |
| Stolperstein Lauenau Marktstraße 12 Alfred Hammerschlag   | Hier wohnte Alfred Hammerschlag Jg. 1896 deportiert 1942 Ghetto Warschau ermordet                                             | Marktstraße 12 (Standort)  | 29. Jan. 2015 | geboren am 2. Juli 1896 in Lauenau |
| Stolperstein Lauenau Marktstraße 12 Ida Cahen             | Hier wohnte Ida Cahen geb. Hammerschlag Jg. 1895 Flucht 1939 Luxemburg deportiert 1942 Theresienstadt 1943 Auschwitz ermordet | Marktstraße 12 (Standort)  | 29. Jan. 2015 | geboren am 29. März 1895 in Lauenau |
|                                                           | Hier wohnte Anni Horwitz geb. Hammerschlag Jg. 1909 Flucht 1937 Holland 1938 Argentinien                                      | Marktstraße 12 (Standort)  | 11. Juni 2023 | [ 10 ] |
|                                                           | Hier wohnte Lotti Rosenberg geb. Hammerschlag Jg. 1909 Flucht 1939 England Südafrika                                          | Marktstraße 12 (Standort)  | 11. Juni 2023 | [ 10 ] |
| Stolperstein Lauenau Am Rundteil 2 Adolf Hammerschlag     | Hier wohnte Adolf Hammerschlag Jg. 1875 Geschäft ´arisiert´ 1937 Flucht 1939 Rhodesien                                        | Am Rundteil 2 (Standort)   | 18. Juni 2022 | Die Familie besaß ein gutgehendes Textilgeschäft                                                                                            |
| Stolperstein Lauenau Am Rundteil 2 Franziska Hammerschlag | Hier wohnte Franziska Hammerschlag geb. Plaut Jg. 1885 Flucht 1939 Rhodesien                                                  | Am Rundteil 2 (Standort)   | 18. Juni 2022 | |
| Stolperstein Lauenau Am Rundteil 2 Ernst Hammerschlag     | Hier wohnte Ernst Hammerschlag Jg. 1910 Flucht 1936 Rhodesien                                                                 | Am Rundteil 2 (Standort)   | 18. Juni 2022 | |
| Stolperstein Lauenau Am Rundteil 2 Ludwig Hammerschlag    | Hier wohnte Ludwig ´Lutz´ Hammerschlag Jg. 1919 Flucht 1939 Rhodesien                                                         | Am Rundteil 2 (Standort)   | 18. Juni 2022 | |